# Wskaźnik cyklu obrotu zapasami w dniach
Wskaźnik cyklu obrotu zapasami w dniach – wskaźnik z grupy wskaźników sprawności działania. 
Wskaźnik cyklu obrotu zapasami w dniach (ang. days sales of inventory, DSI) ma postać:
| przeciętny stan zapasów | × liczba dni badanego okresu |
| koszty operacyjne       | × liczba dni badanego okresu |

W konstrukcji wskaźnika dopuszcza się wpisywać w mianowniku wielkość przychodów ze sprzedaży zamiast kosztów operacyjnych.
Otrzymany wynik wskaźnika oznacza przeciętną liczbę dni jaka mija od wprowadzenia zapasu do magazynu do czasu jego opuszczenia. Interpretacja wyniku tego wskaźnika jest w swej istocie podobna do interpretacji wskaźnika cyklu regulowania należności w dniach. Im krócej angażuje się kapitał w ten składnik aktywów tym lepiej. O ile w przypadku analizy należności brak sprzedaży z odroczonym terminem płatności, mógłby być sytuacją pożądaną, o tyle praktycznie zerowy cykl obrotu zapasami w dniach jest trudno wyobrażalny. Zbyt niskie zapasy materiałów, surowców czy towarów mogą doprowadzić do ich wyczerpania i być konsekwencją przerwy w produkcji/sprzedaży i utraty klienta, dla którego czas pozyskania określonego dobra może być najwyższym priorytetem.
Wielkość wskaźnika zależy od branży i od szeregu istotnych czynników określających specyfikę działalności przedsiębiorstwa.